# Département Val-d’Oise
Das Département du Val-d’Oise [valˈdwaːz] (deutsch „Oise-Tal“) ist das französische Département mit der Ordnungsnummer 95. Es liegt in der Region Île-de-France im Großraum Paris und ist nach dem Fluss Oise benannt.

## Geographie
Das Département Val-d’Oise erstreckt sich im Nordwesten und Norden des Großraums von Paris. Es grenzt im Norden an das Département Oise, im Osten an das Département Seine-et-Marne, im Süden an die Départements Seine-Saint-Denis, Hauts-de-Seine und Yvelines sowie im Westen an das Département Eure.
Westlich von Pontoise liegt eine ländliche Region, dagegen ist das Gebiet zwischen dem namensgebenden Flusstal der Oise und dem am Ostrand des Départements liegenden internationalen Flughafen Roissy-Charles-de-Gaulle Teil der dichtbesiedelten Agglomeration Paris.

## Wappen
Beschreibung: In Rot von einem blauen Bord mit zehn goldenen Lilien umgeben ein silberner schräglinker Wellenbalken begleitet oben von einem goldenen Alérion und unten von einem goldenen Mauerankerkreuz.

## Geschichte
Das Département entstand 1968 bei der Aufteilung des Départements Seine-et-Oise in kleinere Départements. Die Ordnungsnummer 95 weicht daher von der alphabetischen Reihenfolge ab.
Im Jahr 2000 wurde durch die Verlegung des Hauptortes das Arrondissement Montmorency in Arrondissement Sarcelles umbenannt und der Ortswechsel im Jahr 2004 mit dem Umzug der Unterpräfektur abgeschlossen.

## Städte
Die bevölkerungsreichsten Gemeinden des Départements Val-d’Oise sind:

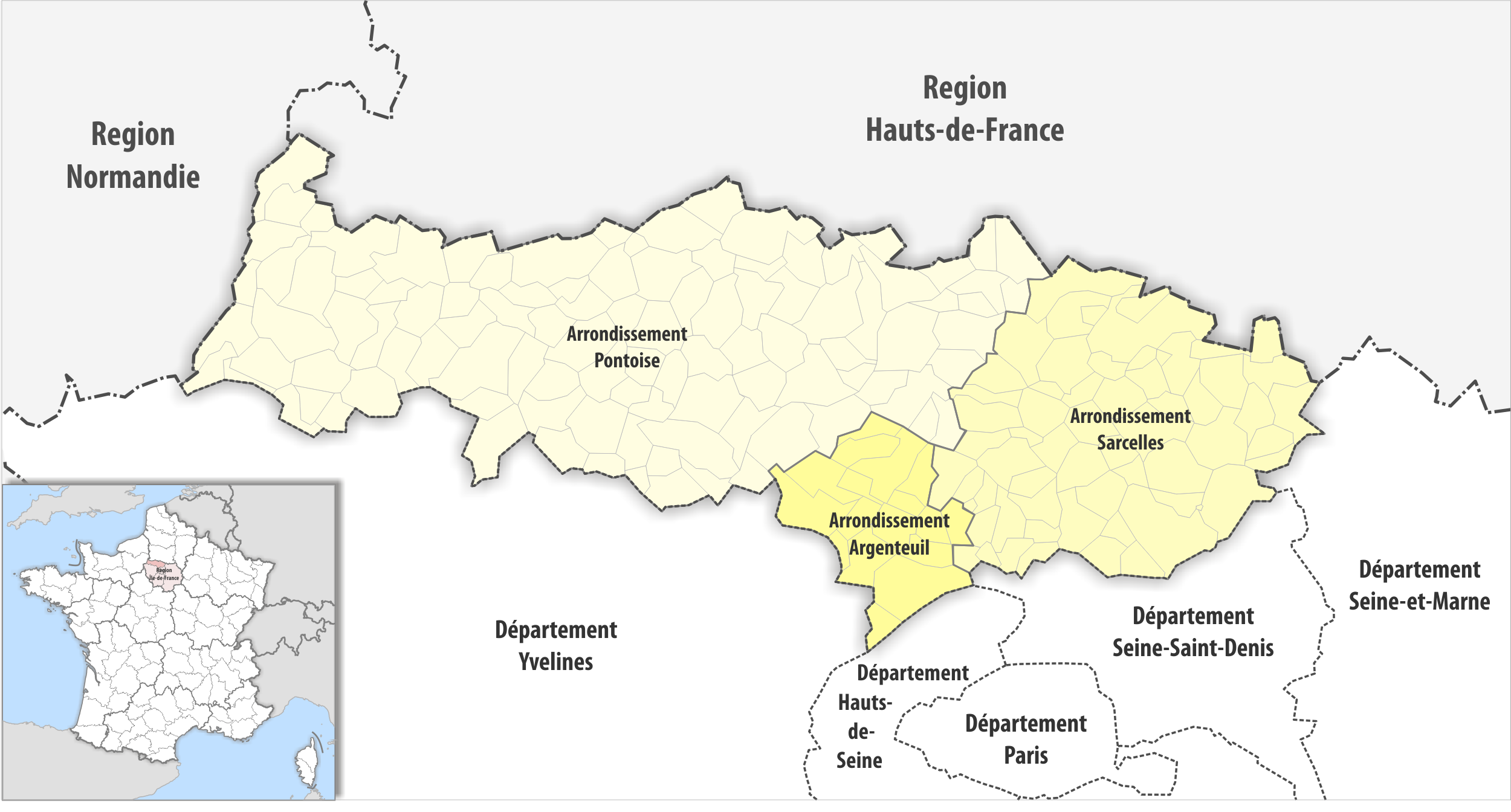
Gemeinden und Arrondissements im Département Val-d’Oise

| Stadt              | Einwohner (2022) | Arrondissement |
| ------------------ | ---------------- | -------------- |
| Argenteuil         | 107.135          | Argenteuil     |
| Cergy              | 69.578           | Pontoise       |
| Sarcelles          | 58.576           | Sarcelles      |
| Garges-lès-Gonesse | 42.388           | Sarcelles      |
| Franconville       | 38.024           | Pontoise       |
| Bezons             | 34.314           | Argenteuil     |
| Pontoise           | 31.623           | Pontoise       |
| Goussainville      | 30.952           | Sarcelles      |
| Villiers-le-Bel    | 29.238           | Sarcelles      |
| Ermont             | 29.189           | Pontoise       |

## Verwaltungsgliederung
Das Département Val-d’Oise gliedert sich in 3 Arrondissements, 21 Kantone und 183 Gemeinden:
| Arrondissement         | Kantone | Gemeinden | Einwohner 1. Januar 2022 | Fläche km² | Dichte Einw./km² | Code INSEE |
| ---------------------- | ------- | --------- | ------------------------ | ---------- | ---------------- | ---------- |
| Argenteuil             | 9       | 17        | 430.278                  | 108,62     | 3.961            | 951        |
| Pontoise               | 7       | 104       | 354.726                  | 765,98     | 463              | 953        |
| Sarcelles              | 10      | 62        | 485.841                  | 371,31     | 1.308            | 952        |
| Département Val-d’Oise | 21      | 183       | 1.270.845                | 1.245,91   | 1.020            | 95         |

Siehe auch:
- Liste der Gemeinden im Département Val-d’Oise
- Liste der Kantone im Département Val-d’Oise
- Liste der Gemeindeverbände im Département Val-d’Oise